# Sanktuarium Matki Bożej Rudeckiej Królowej Bieszczadzkiej w Ustrzykach Dolnych-Jasieniu
Sanktuarium Matki Bożej Rudeckiej Królowej Bieszczadzkiej – rzymskokatolicki kościół parafialny i sanktuarium maryjne należące do dekanatu Ustrzyki Dolne archidiecezji przemyskiej. Znajduje się w Ustrzykach Dolnych, na osiedlu Jasień (dawnej wsi).
Jest to najstarsza świątynia katolicka w mieście. Murowana budowla została wzniesiona w stylu barokowym w 1740 roku. Wewnętrzne ściany kościoła zostały podzielone pilastrami. We wnętrzu znajdują się barokowa ambona z baldachimem w stylu rokokowym pochodząca z końca XVII wieku oraz zabytkowa chrzcielnica w formie łódki z rzeźbą Dzieciątka Jezus i krzyżem, powstała zapewne w połowie XVIII wieku. 
Do kościoła w Jasieniu w celu utworzenia ośrodka maryjnego został przeniesiony cudowny obraz Matki Bożej Rudeckiej, wywieziony po II wojnie światowej z kościoła Wniebowzięcia Najświętszej Maryi Panny w Rudkach. Intronizacji w dniu 7 lipca 1968 roku przewodniczył kardynał Karol Wojtyła. W nocy z 7 na 8 lipca 1992 roku obraz ten został skradziony. Obecnie w ołtarzu głównym jest umieszczona kopia obrazu. 
W kościele w Jasieniu, który został ogłoszony Sanktuarium Matki Bożej Rudeckiej Królowej Bieszczadzkiej, posługę duszpasterską sprawują księża Michalici.
Przy sanktuarium znajduje się cmentarz parafialny, na którym został pochowany m.in. Tomasz Winnicki.

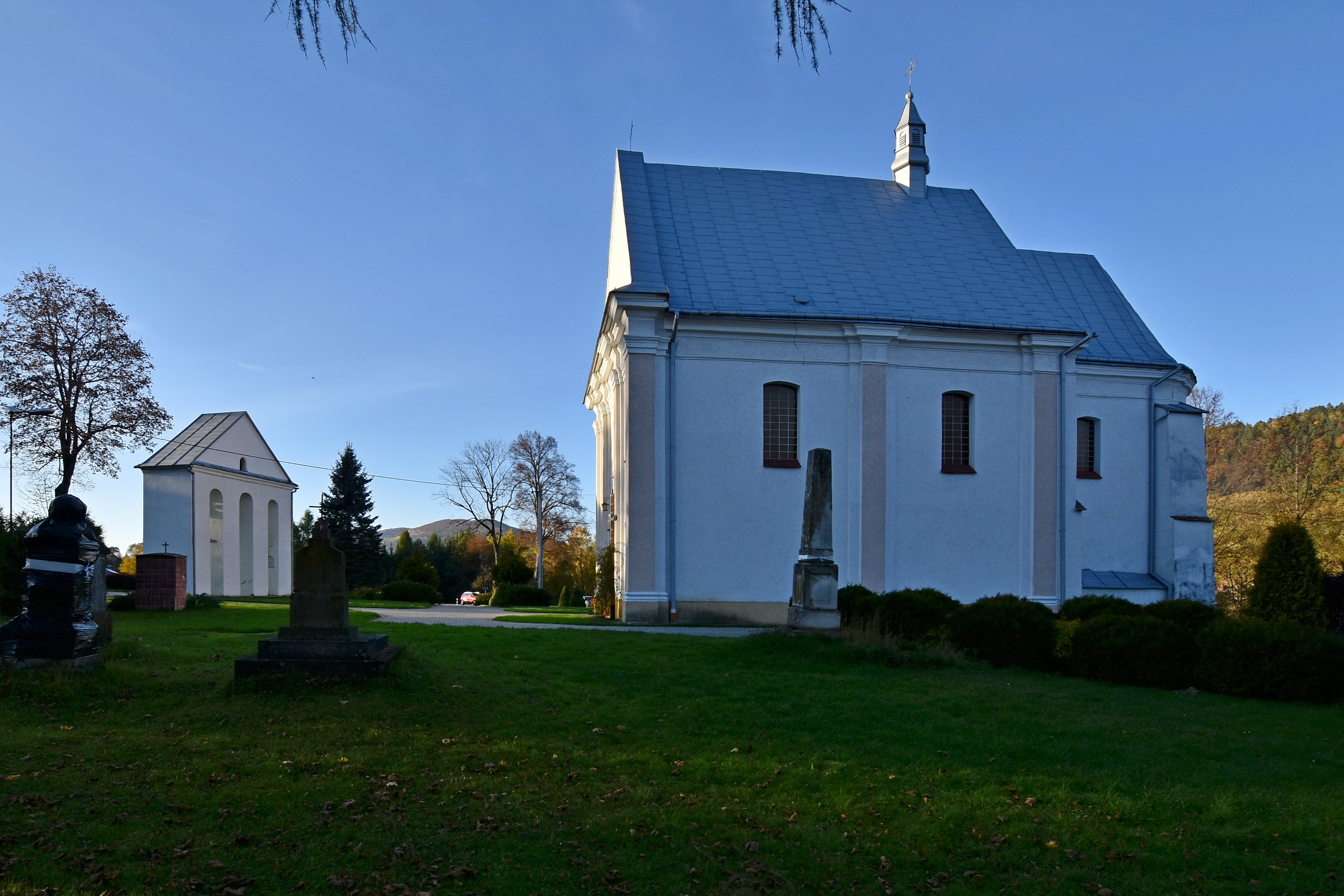
Elewacja boczna z dzwonnicą
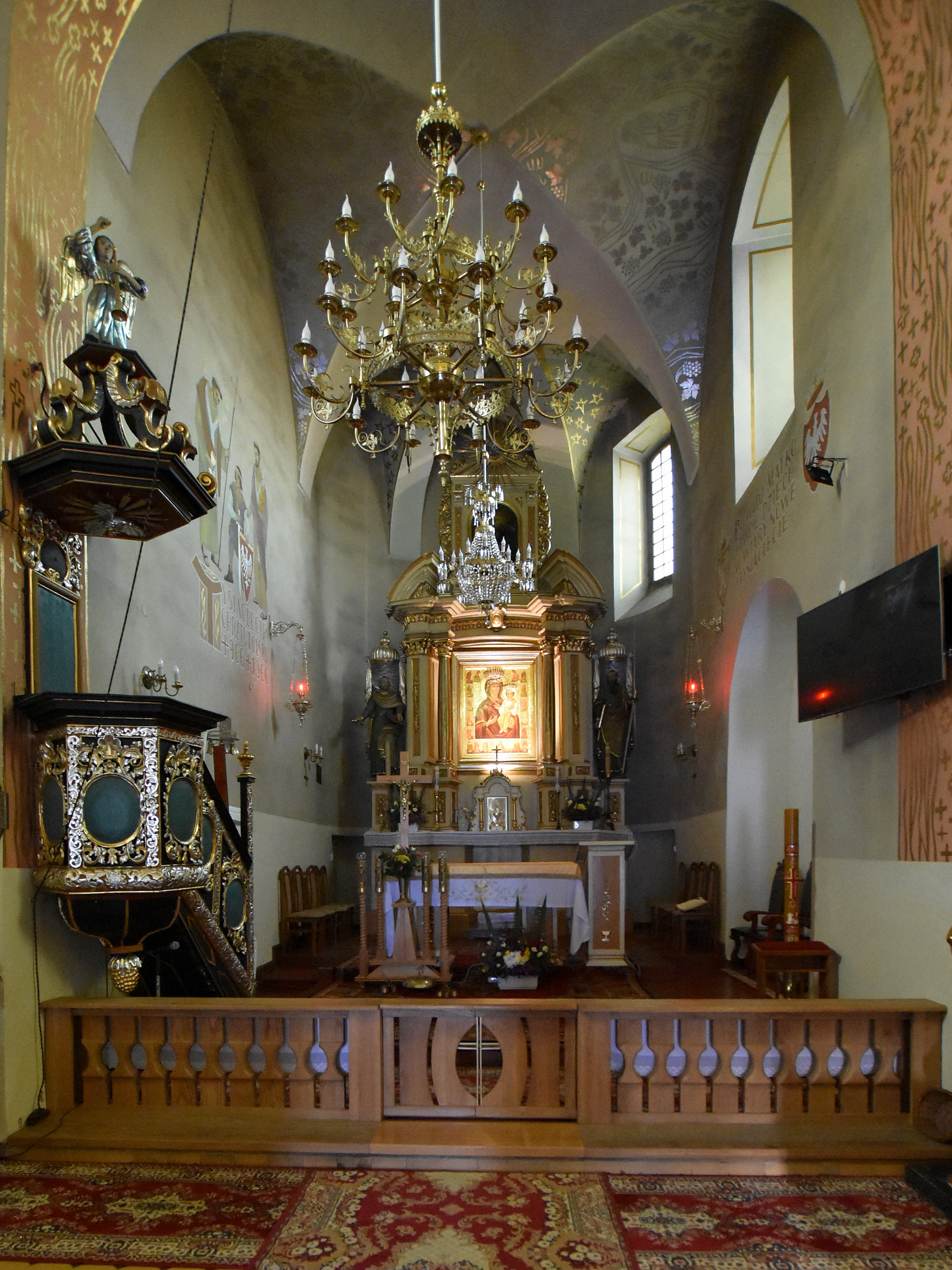
Ołtarz główny z MB Bieszczadzką
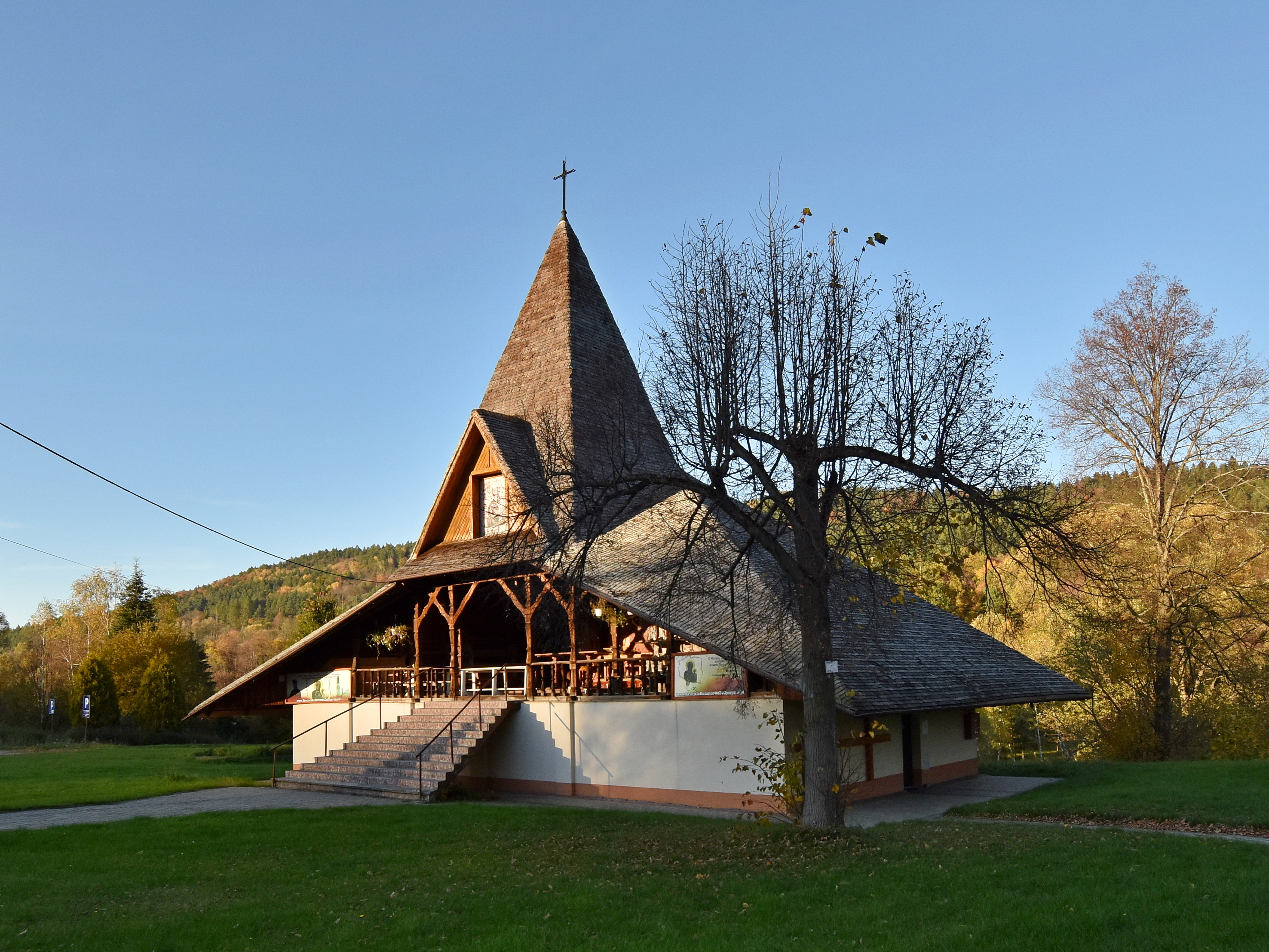
Ołtarz polowy